# Strejești
Strejești es una comuna ubicada en el distrito de Olt, Rumania.

## Superficie
Posee una superficie de 47,07 kilómetros cuadrados.

## Demografía
Hasta 2021 la población era de 2726 habitantes, con una densidad de población de 57,91 habitantes por kilómetro cuadrado.